# Гай Юлий Камилий Аспер
Гай Юлий Камилий Аспер (лат. Gaius Iulius Camilius Asper) — римский государственный деятель первой половины III века.

## Биография
Аспер происходил из Галериевой трибы в городе Атталия. Его отцом был консул 212 года Гай Юлий Аспер.
В 205 году Аспер занимал должность квестора при проконсуле Африки, которым был в тот момент его отец. Затем он был куратором Аппиевой дороги.
В 212 году Аспер вступил в должность консула вместе со своим отцом, который, однако, впал в немилость у императора Каракаллы. Отец и сын были изгнаны, но позже получили императорское прощение. Также Камилий Аспер входил в состав жреческих коллегий августалов и понтификов. Он являлся патроном Британии и Мавретании Тингитанской.